# Lui Tuck Yew

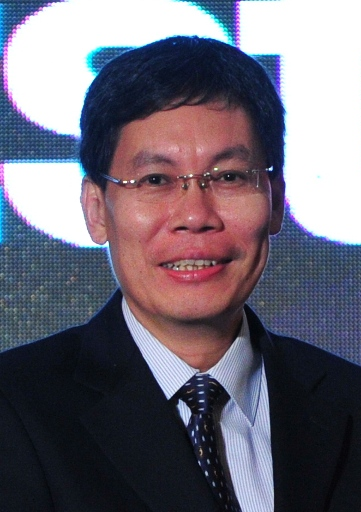
Lui Tuck Yew (2012)

Lui Tuck Yew (chinesisch 呂德耀 / 吕德耀, Pinyin Lǚ Déyào, Pe̍h-ōe-jī Lū Tik-iāu; * 16. August 1961 in Singapur) ist ein Politiker aus Singapur. Er ist ein Vorstandsmitglied der People’s Action Party (PAP), und unter anderem Verkehrsminister und Zweiter Außenminister.

## Leben
Lui besuchte die Anglo-Chinesische Schule und das Anglo-Chinesische Junior College. Dank eines Singapore Armed Forces Overseas Stipendium studierte er an der Universität Cambridge  Chemie am Trinity College und graduierte im Jahr 1983. 1994 absolvierte er einen Master of Arts in Internationale Beziehungen an der Fletcher School of Law and Diplomacy der Tufts University in den Vereinigten Staaten. Lui Tuck Yew ist mit Soo Fen verheiratet. Sie haben zwei Töchter.

### Politik
Lui wurde 2006 zum Staatsminister für Bildung ernannt. 2008 wurde er Seniorminister im Ministerium für Bildung und im  Ministerium für Information, Kommunikation und Kunst. Ein Jahr später war er stellvertretender Minister für Information, Kommunikation und Kunst und wurde 2009 damit gleichzeitig zum ordentlichen Mitglied des Kabinetts. Nach der Wahl 2011 wurde Lui Minister für Verkehr und Zweiter Minister für Auswärtige Angelegenheiten.